# الانتفاضة التسعينية
الانتفاضة التسعينية أو أحداث التسعينات(أنظر التسمية) هي حركة احتجاجية في البحرين بين 1994 و 2000، ضمت القوى اليسارية والليبرالية والإسلامية. الحركة أدت إلى مقتل حوالي 40 شخصاً وانتهت بعد أن أصبح حمد بن عيسى آل خليفة أميراً للدولة في 1999 واستفتاء على ميثاق العمل الوطني في 14-15 فبراير 2001.

## التسمية
هناك شبه اتفاق في الأدبيات السياسية الحالية على تسمية حركة التسعينات بـ «الانتفاضة» ويرى مؤيدو هذه التسمية أنها مبررة لأنها تعني انتفاضة الشعب البحريني من أجل نيل مطالبه الدستورية. في حين يرى آخرون أن حركة التسعينات هي مجرد «أحداث» ولا يمكن أن تتجاوز إلى أكثر من ذلك، ومبرراتهم في هذا الشأن أن الحركة لم تحقق مطالبها بالإضافة إلى عدم وجود تنظيم سياسي محدد أو هيئة معينة كانت تشرف على جميع الحوادث التي شهدتها البلاد في التسعينات، ما يدفع بالقول بأنها مجموعة من الحوادث العشوائية غير المنظمة لنيل مطالب متعددة.

## الطائفية
مع أن مطالب الانتفاضة لم تكن طائفية إلا أن هناك اتفاق بين الطائفتين السنية والشيعية على الطائفية.

### وجهة النظر الشيعية
ترى شرائح عريضة من القواعد الشيعية أن حركة الاحتجاج السياسي في التسعينات كانت شيعية، لأن الشيعة هم الذين قدموا التضحيات، وهم الذين تعرضوا للاعتقال والتشريد والنفي وقدموا التضحيات من أجل تحقيق مطالب الحركة، وهو ما دفعهم لممارسة عدة أشكال من العنف تعبيرا عن احتجاجهم وسعيا للضغط من أجل نيل مطالبهم.

### وجهة النظر السنية
تتفق فئات عدة من القواعد السنية على الطرح الشيعي، والسبب في ذلك ابتعاد السنة عن حوادث التسعينات، وتحفظ بعض النخب والقواعد على الأساليب التي انتهجت خلال الحركة، وخصوصا أسلوب العنف وتخريب الممتلكات العامة والخاصة التي خلقت شكلا من أشكال الرفض العلني. بالإضافة إلى استخدام أساليب الدعم الخارجي كوسيلة ضغط ضمن الأساليب المتبعة، وهو ما كان له تأثير سلبي كبير على شعبية الحركة، ودليل ذلك المخاوف الكبيرة التي أبداها السنة عندما أعلنت السلطات الأمنية عن اكتشاف تنظيم «حزب الله البحرين» خلال منتصف العام 1996، ما أفقد الحركة صدقيتها أمام السنة بعد أن اقتنعوا بطائفيتها.

## المطالب
1. إعادة الديمقراطية من خلال إعادة انتخابات المجلس الوطني الذي الذي تم حله في 1975 بطريقة مخالفة للدستور.[4][5]
2. الإفراج عن جميع السجناء السياسيين وإعادة المنفيين.
3. منح المرأة الحقوق المدنية والسياسية.
4. ضمان أن تسود العدالة بين جميع المواطنين.
5. إجراء إصلاحات اقتصادية.

## العريضة النخبوية
في 1992، وقع 280 شخصية (من بينهم: الشيخ عبد الأمير الجمري، الشيخ عبد اللطيف المحمود، الأستاذ عبد الوهاب حسين، حميد صنقور، محمد جابر الصباح، الشيخ عيسى الجودر، إبراهيم كمال الدين، علي ربيعة، عبد الله مطيويع) على العريضة النحبوية مطالبين فيها الأمير الشيخ عيسى بن سلمان آل خليفة لإعادة إجراء انتخابات المجلس الوطني الذي تم حله في 1975.
تم تشكيل وفد لزيارة الأمير عيسى بن سلمان آل خليفة وتسليمه العريضة. كان يتألف من: حميد صنقور، عبد الأمير الجمري، عبد اللطيف المحمود، محمد جابر الصباح وعيسى الجودر. زار الوفد الأمير في 15 نوفمبر 1992، وكان رد الأمير كتالي:«لا تفكير حالياً في عودة المجلس الوطني...إننا أمام تجربة جديدة للشورى». وكان رد الوفد -حسبما يروي عبد اللطيف المحمود-:«للحكومة أن تشكل من المجالس الشورية ما تشاء، وبإسماء مختلفة أيضاً، ولكن هذا لا يغني عن المجلس الوطني الذي يمارس الدور التشريعي والرقابي».
في 20 ديسمبر 1992، أصدر الأمير أمره الأميري رقم (9) الذي يقضي بقيام مجلس الشورى، يعين أعضاءه، وعددهم 30 عضواً.

## الأحداث
يونيو 1990
شهدت مجالس مدينة المحرق مناقشات جادة من قبل اليساريين والوطنيين عن تردي الوضع السياسي والاقتصادي والمعيشي وتفاقم مشكلة البطالة. بعد شهر أو يزيد من تبادل الأفكار والآراء استقر رأي المتحاورين على ضرورة مخاطبة القيادة السياسية عن طريق تحرير عريضة باسم أمير البلاد الشيخ عيسى بن سلمان آل خليفة تتضمن المطالب الشعبية وعلى رأسها المطلب الخاص بتفعيل الدستور المعلق منذ 26 أغسطس 1975 وعودة الحياة النيابية.
14 ديسمبر 1991
اعتقال الشيخ عبد اللطيف المحمود لمدة إسبوعين.
أكتوبر 1992
حدد أمير البحرين 16 ديسمبر 1992 وهو مناسبة العيد الوطني للبحرين موعداً للإعلان عن المجلس استشاري المعين. وقد أثار هذا الإعلان والتصريح قلق القوى السياسية والاجتماعية في البحرين حيال نوايا القيادة السياسية بتجاوز تجربة المجلس الوطني التي خاضها شعب البحرين في الفترة ما بين 1973- 1975 والإقدام على تعليق الدستور وإقامة مجلس استشاري معين.
20 ديسمبر 1992
إنشاء المجلس الاستشاري من 30 عضواً، يعينهم الأمير لمدة أربع سنوات.
3 ديسمبر 1993
عقدت لجنة العريضة النخبوية جلسة مستعجلة لتبادل الرأي حول ما دار من حوار. وقد استرعى انتباه الأعضاء ما أشار إليه الأمير من أن أعضاء العريضة لا يمثلون إلا أنفسهم وذلك بحكم النفر القليل الذي وقع على العريضة والذين لا يتجاوز عددهم 365 شخصية.
وقد توصل أعضاء لجنة العريضة إلى قناعة تامة بضرورة معالجة النقص الذي دفع به الأمير من عدم شرعية تمثيل لجنة العريضة النخبوية لشعب البحرين في رفع هذه المطالب الكبيرة بسبب العدد المحدود من الموقعين.
بعد ثلاث جلسات من التشاور والتداول؛ اتخذت لجنة العريضة قرارها التاريخي بالمضي قدماً في تنفيذ مشروع العريضة الشعبية وذلك بهدف قطع الطريق على استخدام قلة الموقعين كأداة للطعن في مشروعية الطلب المقدم في المستقبل.
6 مارس 1993
منعت وزارة الداخلية الندوة المزمع عقدها في مسجد الخواجة والتي كان سيتحدث فيها الشيخ الجمري وعبد الوهاب حسين. وخوفا من أن يتطرق الشيخ الجمري لموضوع العريضة الشعبية في اجتماع عام؛ أصدرت وزارة الداخلية أمرها بمنعه من الذهاب إلى مسجد مؤمن لإحياء إحدى المناسبات.
9 مارس 1993
أصدرت الوزارة أمرها للشيخ عبد الأمير الجمري بالامتناع عن إلقاء المحاضرات في الندوات العامة. وقد استمر مسلسل المضايقات بحق الشيخ الجمري بهدف إلغاء مشاركته في لجنة العريضة، فتم استدعاؤه من قبل جهاز الاستخبارات وتهديده بالإبعاد من البحرين، لكنه لم يغير موقفه.
أكتوبر 1994
في بداية الاسبوع الثاني من شهر أكتوبر 1994 بدأ الترويج العلني لمشروع العريضة الشعبية. ويشار إلى أن الأعضاء قاموا بإخضاع مسودة العريضة الشعبية للكثير من المراجعات والتعديلات قبل أن يقوموا بعرضها على رجال القانون لسماع وجهة نظرهم القانونية وكل ذلك من أجل تجنب المساءلة القانونية ولتفادي أية تحركات مناهضة من قبل السلطة.
5 ديسمبر 1994
أقدم جهاز الاستخبارات مدعوماً بقوات الأمن ومكافحة الشغب بتفتيش منزل الشيخ علي سلمان ومن ثم اعتقاله. وأدى اعتقاله إلى اعتصام العلماء والمواطنين أمام منزله الواقع في منطقة البلاد القديم مطالبين بإطلاق سراحه وسراح بقية المعتقلين.
12 ديسمبر 1994
تشكيل وفد من الشيخ حمزة الديري والشيخ خليل سلطان والشيخ سليمان المدني والشيخ أحمد العصفور لمقابلة رئيس الوزراء ومن بعده طلبوا اللقاء مع وزير الداخلية وتمت الموافقة على الطلب الثاني، لكن الوزير لم يقابل إلا اثنين من الحضور وهما الشيخ أحمد العصفور والشيخ سليمان المدني. عندما خرج الشيخان من مكتب الوزير أفادا بأنهما نقلا المطالب إلى الوزير لكن الوزير رفض التجاوب معها.
وقد اعترض الشيخ الديري والشيخ سلطان على منعهما من الدخول وأصرا على طلب اللقاء من جديد، وقد تم لهما ذلك. وما إن طرح موضوع إطلاق سراح علي سلمان حتى بادر الوزير بالقول إن الشيخ علي سلمان ارتكب من المخالفات والجرائم ما لا يسمح بإطلاق سراحه. وهنا أشار إلى الملف الذي يحمله موظف الادعاء العام وقال إن هذا هو ملف علي سلمان وقد امتلأ بما ارتكبه من أعمال تضر بأمن الدولة. بعد ذلك توجه إلى الشيخ الديري والشيخ سلطان ووجه إليهما الاتهام بأنهما وراء استمرار الاعتصام الكبير الذي تشهده منطقة البلاد منذ اعتقال الشيخ علي سلمان، وأنهما يشجعان المعتصمين على أعمال التخريب والاعتداء على الشرطة.
وقد رد الشيخ الديري على اتهام الوزير لهما بالقول إن عدد المعتصمين لا يتجاوز المئتين، وأن وجودهما ضروري من أجل ضبط المعتصمين حتى لا يخرجوا عن الخط السلمي المرسوم للاعتصام، وأنه لولا وجودهما لشهدت المنطقة أعمال تخريب وصدام مع قوات الشغب.
مقتل الشاب عبد القادر الفتلاوي (18 سنة) في منطقة الدراز نتيجة استخدام الرصاص المطاطي والغاز المسيل الدموع.
13 ديسمبر 1994
نتيجة لفشل اللقاء، عمت الاحتجاجات الكثير من المناطق والقرى، لكن المظاهرات التي جابت شوارع العاصمة كانت أكثرها حدة، حيث قام المتظاهرون بمهاجمة مركز شرطة باب البحرين في العاصمة المنامة، وتحطيم مداخل فندق عذاري وفندق صحاري، مما أدى إلى اندلاع المواجهات بين المتظاهرين وقوات الشغب وقيام الشرطة باستخدام الغاز المسيل للدموع والرصاص المطاطي.
17 ديسمبر 1994
مقتل كل من هاني أحمد الوسطي وهاني عباس خميس في المظاهرات التي عمت قرية جد حفص والسنابس والدية نتيجة استخدام الرصاص المطاطي والغاز المسيل الدموع.
3 يناير 1995
حاول أعضاء لجنة العريضة الشعبية تسليم العريضة إلى الأمير، إلا أن وزير العدل والشؤون الإسلامية الشيخ عبد الله بن خالد، اتصل بالمحامي أحمد الشملان وطلب منه أن يؤخر أعضاء اللجنة تقديم العريضة وذلك بحجة اندلاع الأحداث.
13 يناير 1995
مقتل محمد رضا الحجي وعبد القادر الفتلاوي.
15 يناير 1995
نفي كل من الشيخ علي سلمان والشيخ حمزة الديري والسيد حيدر الستري إلى الخارج. وقد تم استدعاء كل من الشيخ الديري والستري كل على حدة إلى القلعة في الوقت الذي كان الشيخ علي سلمان في السجن وتم إبلاغهما بقرار الإبعاد. وبالرغم من احتجاج الشيخ الديري بأن الإبعاد غير قانوني ولا دستوري، فوجئ بأن الإبعاد سيتم حالاً وبأنه سيغادر القلعة إلى المطار مباشرة وأن الطائرة ستقله إلى مطار دبي، ولكن الثلاثة المبعدين اختاروا العاصمة البريطانية لندن مقراً لهم.
26 يناير 1995
مقتل حسين علي الصافي.
27 يناير 1995
قام وزير خارجية البحرين بزيارة إلى لندن التقى خلالها وزير الخارجية البريطاني دوغلاس هيرد وخلال شرحه للوضع الإقليمي أثار الوزير موضوع المبعدين وخاطب الوزير هيرد بالقول «إنه لا يجب أن تفتح الأبواب لهؤلاء المخربين لكي يمارسوا نشاطاتهم الهدامة ضد البحرين من بريطانيا أو من أي دولة أخرى». كان رد الوزير هيرد هو التأكيد أن بريطانيا لا تريد أن تكون ملاذاً للإرهابيين ومقراً لممارسة نشاطات ضد الدول العربية والخليجية من قبل مؤسسات إرهابية، إلا أن موضوع طلب اللجوء السياسي الذي تقدم به العلماء الثلاثة يتم البحث فيه من خلال الجوانب القانونية، وهو أمر يخص وزير الداخلية وستراعى فيه القوانين البريطانية والقوانين الدولية.
25 مارس 1995
عقد اجتماع في منزل جاسم محمد مراد ضم 24 شخصية من مختلف الأطياف، كان الموضوع المطروح للنقاش هو تداعيات الأزمة السياسية والأمنية وما آلت إليه البلاد من فقدان للأمن والاستقرار، وكيفية الوصول إلى الحل السياسي الكفيل بوضع حد لهذه التداعيات الخطيرة. وقد استقر رأي الغالبية على تحرير خطاب باسم الأمير لمناشدته الحوار لحل المشكل بدلاً من الحل الأمني للأزمة. وفي هذا الخصوص تم تكليف كل من المحامي أحمد الشملان والمحامي سلمان سيادي بإعداد مسودتي الرسالة على أن يتم بعد ذلك مراجعة المسودتين ودمجهما معاً في رسالة واحدة من قبل لجنة مكونة من علي هلال وحسين قاسم والمرحوم قاسم فخرو ورسول الجشي، إضافة إلى المحاميين الشملان وسيادي.
أبريل 1995
أمام التطورات الخطيرة اضطرت الحكومة إلى الدخول في لعبة سياسية من شأنها أن تتيح للحكومة تحقيق عدة مكاسب، أهمها: استمالة القيادات الشيعية واستخدامها كأداة لإسكات الشارع السياسي، القضاء على لجنة العريضة الشعبية عن طريق تحطيم وحدتها بعزل الرموز الدينية عن القيادات الوطنية والعلمانية، إسكات صوت المعارضة في الخارج عن طريق التسوية في الداخل.
من أجل تحقيق هذه الأهداف مجتمعة لجأت وزارة الداخلية ممثلة في وزيرها الشيخ محمد بن خليفة آل خليفة ومدير الأمن العام أيان هندرسون إلى الدخول في اتفاق غير مكتوب مع القيادات الدينية، حيث بدأ في الأسبوع الثاني من شهر أبريل 1995 ما سمي بالحوار بين الرموز والقادة الدينيين الموجودين في سجن القلعة وبين وزارة الداخلية.
وقد كان الحوار في بداية الأمر بين مسؤول جهاز الأمن والاستخبارات هندرسون والعقيد عادل فليفل من جهة وبين جماعة من أطلقوا على أنفسهم «جماعة المبادرة». ومن ضمن شروط المبادرة أن يقوم أصحابها بإقناع جماعة لندن (حركة أحرار البحرين) وجماعة قم في إيران بقبول هذه الصفة السياسية وأن تبادر جماعة لندن بتخفيف لهجة البيانات السياسية وتتوقف عن ممارسة العمل السياسي التحريضي. رفض أصحاب المبادرة قبول شرط الإقناع على اعتبار أنهم لا يملكون أية سلطة على جماعة لندن، وأن دورهم لا يتعدى عرض المشروع عليهم وأن لهم كامل الحرية في القبول أو الرفض.
تظاهر هندرسون بالغضب من هذا الجواب وغادر الاجتماع ولم يلتق بأصحاب المبادرة إلا بعد أن قام فليفل بتلطيف الأجواء - حسب الخطة المرسومة - ويطمئن الحاضرين باستمرار مشروع الاتفاق مما هيّأ لعودة هندرسون واستمرار الحوار.
- 24 أبريل 1995: أرسل القادة الخمسة موجهة إلى الأمير متضمنة الجملة الشرطية التالية «وإزاء الأحداث المؤلمة التي شهدتها البحرين في الأشهر القليلة الماضية، نعرب عن أسفنا الشديد لسموكم إذا كانت قد تسببت تصرفاتنا والأعمال التي قمنا بها وأدت إلى الاضطرابات في البلاد».
- 29 أبريل 1995: قامت قوات مكافحة الشغب باقتحام جامعة البحرين، واستلام الجهاز الأمني فيها والتحكم في دخول الطلبة الجامعيين وخروجهم.

26 يونيو 1995
بعد التعديل الوزاري، مجلس الوزراء يضم خمسة وزراء شيعة.
14 أغسطس 1995
عقد اجتماع موسع التقى فيه الشيخ الجمري وحسن مشيمع ومعهم بقية القائمين على المبادرة بوزير الداخلية في مكتبه وبحضور وزير العمل عبد النبي الشعلة، ورئيس محكمة الاستئناف العليا الشرعية الجعفرية الشيخ منصور الستري، ووكيل محكمة الاستئناف العليا الشرعية الجعفرية الشيخ أحمد العصفور، وعضو محكمة الاستئناف العليا الشرعية الجعفرية الشيخ سليمان المدني، ورجل الأعمال عضو مجلس الشورى الحاج أحمد منصور العالي.
وفي معرض حديثه أمام الحضور، قال وزير الداخلية إنه قام بدعوة الشهود من أجل سماع ما تم الاتفاق عليه مع الشيخ الجمري ورفاقه وعندئذ طلب من الشيخ الجمري أن يقرأ نص الاتفاق.
16 أغسطس 1995
إطلاق سراح حسن مشيمع والشيخ خليل سلطان من القائمين على المبادرة بالإضافة إلى الشيخ علي أحمد الجدحفصي والسيد إبراهيم السيد عدنان الموسوي والشيخ حسين الديهي للمساعدة في إنجاح الجهود.ومع إطلاق سراح هؤلاء العلماء والشيوخ يتم الإفراج عن مائة وخمسين من المعتقلين من غير المحكومين.
24 أغسطس 1995
عقدت المعارضة مؤتمراً في مجلس اللوردات بلندن، وذلك بمناسبة مرور عشرين عاماً على حل البرلمان. وقد افتتح هذا المؤتمر اللورد ايفبوري وشارك فيه - بالإضافة إلى ممثلي حركة أحرار البحرين - عضو المجلس الوطني المنحل عبد الهادي خلف وعبد النبي العكري، ممثلا عن لجنة التنسيق بين جبهة التحرير والجبهة الشعبية والشيخ عبد الحميد الرضي ممثلا عن الجبهة الإسلامية لتحرير البحرين.
26 أغسطس 1995
غادر مشيمع والشيخ سلطان إلى لندن وهناك قابلا قيادة حركة أحرار البحرين المتمثلة في سعيد الشهابي ومنصور الجمري ومجيد العلوي، وقد حضر هذا الاجتماع عبد الهادي خلف.
وبعد أن خلص الوفد من شرح تفاصيل المبادرة ومن الرد على الأسئلة والاستفسارات عبرت قيادة أحرار البحرين عن تحفظها على هذا المشروع، لأنه جاء نتيجة الحوار مع وزارة الداخلية، ولم يأت عن طريق التفاوض مع القيادة السياسية، وبالتالي فإن المشروع لا تتوفر فيه الضمانات الكافية لنجاحه. ومما عزز وجهة نظر أحرار البحرين وأثار استياء عضوي الوفد؛ التصريحات التي أطلقها وزير شؤون مجلس الوزراء والإعلام محمد المطوع وفيها ينفي وجود أي اتفاق مع المعارضة الدينية ويصف عناصرها بالمخربين. بعد محطة لندن، توجه الوفد إلى إيران، حيث التقى في قم بالشيخ عيسى قاسم وجماعة الطلبة، وأطلعهم على تفاصيل المشروع وعلى عكس رد فعل القيادة في لندن، فقد عبرت جماعة قم عن تقبلها لهذا المشروع رغم تحفظاتها عليه.
7 سبتمبر 1995
موعد تنفيذ الخطوة الثانية المتمثلة في إطلاق سراح عبد الوهاب حسين و150 من المعتقلين، غير أن وزارة الداخلية لم تقم بتنفيذ هذه الخطوة في موعدها المحدد وذلك بسبب الحشد الجماهيري المكثف الذي ملأ ساحات وطرق قرية النويدرات معقل عبد الوهاب احتفاءً بخروجه. وقد أرجع سبب ذلك إلى خشية وزارة الداخلية من أن يخرج هذا التجمهر الكبير عن مساره السلمي. لكن لم يمض يومان حتى تم إطلاق سراح عبد الوهاب في 9 سبتمبر كما تم إطلاق سراح الـ 150 على دفعات متتالية، وفور إطلاق سراحه بادر عبد الوهاب بالمشاركة مع رفاقه في تهدئة الشارع مما ساهم في إعادة الهدوء والاستقرار إلى معظم مناطق البحرين.
25 سبتمبر 1995
الإفراج عن الشيخ عبد الأمير الجمري الذي أعتقل في أبريل، وبمجرد سماع الخبر زحف المواطنون من الشيعة إلى منطقة بني جمرة، حيث يسكن الشيخ وذلك للتعبير عن تأييدهم ومساندتهم له. وأمام هذا الحشد الذي تجمع في المسجد المقابل لمنزل الشيخ خطب الشيخ الجمري في المستقبلين والمهنئين وشكرهم على صمودهم ووقفتهم معه طوال مرحلة الاعتقال.
26 سبتمبر 1995
أصدرت لجنة التنسيق بين الجبهة الشعبية وجبهة التحرير بياناً برت فيه عن سعادتها بإطلاق سراح الشيخ الجمري ورفاقه، لكنها طالبت بالحوار حول المطالب التي تضمنتها العريضة الشعبية، مؤكدة ضرورة العمل المشترك والتنسيق بين مختلف القوى الوطنية. كما طالب البيان بإطلاق سراح جميع المعتقلين والمحكومين السياسيين والسماح للموجودين في الخارج بالرجوع إلى البلاد وإعادة المفصولين إلى أعمالهم ومباشرة الحوار السياسي.
20 أكتوبر 1995
أعلنت لجنة المبادرة في خطبة الجمعة عن فشل المبادرة.وحسب ما نص عليه الإعلان فإن الشعب قد فهم أن ما تم مناورة سياسية من قبل الحكومة من أجل الالتفاف على المبادرة بغرض إعاقة طرح وتقديم المطالب السياسية الأمر الذي أدى إلى التشدد في مواقف القوى السياسية الشعبية في الداخل والخارج.
ثم تطرق الإعلان إلى الموضوع المهم ألا وهو تجاهل وزارة الداخلية لمناشدة لجنة المبادرة بالإفراج عن المعتقلين وتوقيف المحاكمات، وعدم الحصول على رد القيادة السياسية التي وعدت بتقديمه وزارة الداخلية في غضون يومين على رغم مرور ستة أيام على الوعد.
وقد مثل هذا الإعلان مفترق طرق بين أصحاب المبادرة والحكومة، فعلى إثر صدوره اتخذت قوات مكافحة الشغب مواقعها على مداخل القرى والمدن مستخدمة السيارات المصفحة وناقلات الجنود بما ينذر بقدوم الأسوأ.
بدأ الاعتصام والإضراب في الموعد، واقتصر الإضراب على الرموز السبعة. ومنذ اليوم الأول للإضراب تحول مقر الاعتصام وهو منزل الشيخ الجمري إلى مزار من قبل المتعاطفين والمؤيدين الذين احتشدوا للتعبير عن مساندتهم لقيادتهم السياسية. في هذا التاريخ أصدر المضربون بيانهم الأول الذي ناشدوا فيه المواطنين وجوب التزام الهدوء التام وعدم اللجوء لما يهدد الأمن والاستقرار. كما أكدوا تنظيم التواجد الهادئ للمتضامنين مع المعتصمين وأن لا يشارك أحد في هذا الإضراب إلا بموافقتهم.
23 أكتوبر 1995
قرر أصحاب المبادرة الدخول في اعتصام وإضراب عن الطعام وأن هذا الإضراب سيستمر حتى تتحقق المطالب.
25 أكتوبر 1995
عقد اجتماع في مكتب المحامي أحمد الشملان وكان ضمن جدول الأعمال مناقشة موضوع زيارة المعتصمين. وقد عبر الشيخ عبد اللطيف المحمود عن اعتراضه على هذه الزيارة بحجة أن المعتصمين قد اتخذوا قرارهم وحدهم إلا أن الوفد تشكل من كل من: الشيخ عيسى الجودر وعلي ربيعة وإبراهيم كمال الدين، الذين قاموا بالزيارة للتعبير عن تضامنهم مع المعتصمين والمضربين عن الطعام ولإبراز الوحدة الوطنية في هذا الظرف العصيب وذلك على رغم تحفظات الوطنيين ومآخذهم على ما يسمى بلجنة المبادرة.
1 نوفمبر 1995
أقام المضربين مهرجان خطابي في منطقة بني جمرة يلقي المضربون فيه بياناً مفصلاً يشرحون فيه كل الظروف والملابسات التي أحاطت بما سمي بالمبادرة. وبناء على الدعوة التي وجهت لهم وافق أعضاء «لجنة العريضة» على حضور المهرجان باستثناء الشملان الذي عبر عن رفضه التام للحضور، وهو موقف ينسجم وموقفه السابق الذي تبناه حيال تشكيل «لجنة المبادرة» التي حولت العمل الوطني إلى عمل طائفي، وتحول بذلك ثقل العمل السياسي من «لجنة العريضة الشعبية» إلى «لجنة المبادرة». وقد فاق عدد الحضور توقعات السياسيين والمراقبين وأثار استغراب ممثلي وكالات الأنباء الذين حضروا خصيصاً للاطلاع على حقيقة الوضع السياسي بعد تنكر الحكومة لوجود أي اتفاق.
وقد تراوحت التقديرات ما بين ثلاثين وخمسين ألف مواطن، إلا أن مصادر لجنة المبادرة قدرت العدد بسبعين ألفاً.
6 نوفمبر 1995
استدعت وزارة الداخلية أعضاء المبادرة إلى مركز شرطة مدينة عيسى، وقد حضر معهم بعض المحامين. كان في استقبالهم في مركز الشرطة الشيخ عبد العزيز بن عطية الله آل خليفة وأحمد عبد الرحمن بوعلي وعبد الله المسلم، وثلاثة من قسم التحقيق وذلك من أجل توجيه التحذيرات التالية لهم:
- عدم الصلاة جماعة في غير مناطق السكن.
- عدم الاتصال بمنظمات أو شخصيات في الداخل أو الخارج.
- عدم إصدار منشورات أو بيانات.
- عدم الاتصال بوكالات الأنباء.
- عدم التجمع بدون تصريح رسمي من وزارة الداخلية.
- عدم تدخل الحوزة العلمية في الأمور السياسية وإلا تعرضت للتفتيش ومصادرة المحتويات خلال 24 ساعة.

10 نوفمبر 1995
بعد أن نشرت الحكومة رسالة الاعتذار الموقعة في 24 أبريل 1995 من أصحاب المبادرة، ونظرا للتأثير السلبي الكبير الذي أحدثته الرسالة في الرأي العام في الداخل والخارج، بادرت لجنة المبادرة إلى إصدار بيان تدافع فيه عن نفسها وتشرح فيه الظروف الذاتية والموضوعية التي خرجت فيها الرسالة. وتم وضع ثماني نقاط مبررة للرسالة يمكن تلخيصها في التالي:
1. أن «لجنة المبادرة» لم ترد أن تعرض الحكومة وهيبتها للاهتزاز والحرج، ولكن إزاء نشر هذه الرسالة فإنهم يضطرون للدفاع عن أنفسهم.
2. أن الرســالة لا تتضــمن أي اعــتراف بتقصــير أو اعتــذار فعليين وأن الاعــتذار جــاء بصفــة الشــرط ولم يتحقــق المشــروط حيث أنــهم (جماعة المبادرة) لم يعــترفوا في إفــادتــهم واعــترافاتــهم أمــام قــاضي التحقــيق بأي مسؤولية عما جاء في الرسالة.
3. أن إفاداتهم واعترافاتهم أمام قاضي التحقيق ليس فيها ما يدينهم بل أن بعضهم لم يكتب إفادة ولم يملِ أمام قاضي التحقيق وبالتالي فهم لم يخطئوا لكي يعتذروا، وهم قد تخلوا عن حقهم القانوني أثناء فترة التوقيف في التظلم بناء على رغبة المسؤولين في «الداخلية» لكي يفسحوا المجال للمبادرة لتأخذ طريقها إلى التطبيق، وهذه كانت موضع استغراب المحامين الذين كلفوا بالدفاع عنهم.
4. أن الرسالة كتبت بناء على إلحاح المسؤولين بوزارة الداخلية وقد كتبت بالأسلوب واللغة الذين يروقان لها وقد قبلت لجنة المبادرة بذلك كمدخل إلى تحمل المسؤولية الدينية الوطنية التاريخية أمام الله والشعب والتاريخ، وذلك من أجل إخراج البلاد من أزمتها. (وهنا تساءل أعضاء لجنة المبادرة: هل نحن ملامون على كتابتها لتحمل هذه المسؤولية العظيمة المقدسة؟)
5. أن الرسالة تدل بكل جلاء ووضوح على أنهم لا يحملون أي نزعة عدائية تجاه الحكومة وأنهم حريصون تمام الحرص على مصلحة بلدهم وشعبهم وكانوا يأملون بعد هذه الرسالة أن تمكنهم الحكومة فوراً من أداء مهمتهم لكي يحفظوا دماء أبناء الشعب ويجنبوا البلاد المخاطر والصعوبات التي عصفت بمقدراته.
6. أن عدم التزام الحكومة بتنفيذ الاتفاق حسب قول البيان مرده عاملين اثنين:
  1. عدم إتاحة الفرصة لأصحاب المبادرة لتحقيق النجاح في إعادة الهدوء والاستقرار للبلاد حتى لا يبرزوا أمام الرأي العام في الداخل والخارج كأبطال.
  2. عدم السماح للقائمين على المبادرة بتجاوز دورهم دور «أصدقاء الحكومة».
7. أنــه لــو افــترض جـــدلاً عــدم وجــود اتفــاق وأن الموجــود فقــط هــو هــذه الرســالة التي بعثــوا بهــا إلى الأمــير، إلا أن أصحــاب المبــادرة قاموا بالــوفاء بما وعــدوا به وأن الهدوء عــاد إلى الــبلاد. ولـــذلك فإنهم يتمسكون بالمطالب ويطالبون الحكومة بالاستجابة لها تعبيراً منها عن احترامها وتقديرها لإرادة شعبها ورغبتها في تعزيز العلاقة الطيبة معه.
8. أن الهدف من وراء ترويج الرسالة على يد هؤلاء الأشخاص (متهمين جماعة الشيخ سليمان المدني) هو النيل من القائمين على المبادرة والإساءة إليهم وإضعاف مواقفهم في المطالبة بحقوق الشعب، وأن هذا الترويج يكشف عن النوايا السيئة لبعض الأطراف المعادية للشعب ولمطالبه العادلة. وقد وصف البيان مواقف هذه الأطراف بالعدائية وبالإساءة إليهم لأنها اتهمتهم بالخروج عن الدين الصحيح وروجت بعدم شرعية الإضراب عن الطعام.

27 نوفمبر 1995
أقدمت محكمة الاستئناف العليا على إقرار الحكم الصادر من محكمة الجنايات في مارس 1995 بإعدام المواطن عيسى قمبر المتهم في قضية اغتيال أحد أفراد جهاز الأمن. كما صدرت أحكام بالسجن وصلت إلى السجن المؤبد.
اعتصام الطلبة في المدارس الثانوية في المنامة ومدينة عيسى من أجل التعبير عن استيائهم للأحكام، وتدخل قوات الأمن واعتقال بعض المعتصمين وإيداعهم السجن من دون محاكمة.
قامت قوات الأمن باقتحام المدارس الثانوية في المنامة ومدينة عيسى والاعتداء على الطلبة الذين اعتصموا من أجل مشاركة المواطنين في التعبير عن استيائهم للأحكام القاسية، وتم اعتقال بعضهم وإيداعهم السجن من دون محاكمة.
3 يناير 1996
اتصل جهاز المباحث بالشيخ الجمري وطلب منه الحضور إلى مركز الخميس بعد صلاة الظهر. وقد أثار هذا الاستدعاء في مركز الشرطة استغراب الشيخ الجمري وهو الذي كان ينتظر من السلطة تنفيذ المطالب التي وعدوا بتلبيتها مقابل قيامه وجماعته بإعادة الهدوء إلى الساحة بعد خروجهم من السجن. وقد اغتنم الشيخ الجمري مناسبة صلاة الظهر بمسجد الإمام زين العابدين فقام بإخطار المصلين بخبر استدعائه إلى مركز الخميس وأفادهم بقراره الرافض لتلبية هذا الطلب. وبسبب رفض الشيخ الجمري لأمر جهاز المباحث بالحضور اتصل به ضابط في منزله ليخبره بأنه ممنوع من أداء الصلاة في جامع الإمام الصادق الواقع بمنطقة القفول في المنامة وفي اليوم التالي هجمت قوات الشغب على جامع الإمام زين العابدين المقابل لمنزل الشيخ الجمري.
8 يناير 1996
وزارة الإعلام تأكد فيه إصرار الحكومة على عدم السماح بإقحام السياسة في دور العبادة. وجاءت هذه الخطوة لتضيف المزيد من غضب الجماهير وسخطهم جراء رفض السلطة الاعتراف بوجود أي اتفاق بينها وبين لجنة المبادرة. نتج عن هذا توتر الأجواء وتفاقم الوضع السياسي وحدوث اضطرابات شديدة في مناطق كثيرة من البحرين وخصوصاً في المناطق التي شهدت المسيرات مثل سترة وكرزكان والدير والبلاد القديم والسنابس.
12 يناير 1996
قامت قوات مكافحة الشغب بإغلاق المداخل الأربعة المؤدية إلى المسجد في محاولة لمنع المصلين من أداء صلاة المغرب وعندما أصر المصلون على الصلاة في المسجد أقدمت قوات الأمن على استخدام الرصاص المطاطي والغاز المسيل للدموع مما نتج عنه إصابة كثير من المصلين بجروح وإغماء نقلوا على أثرها إلى المستشفى للعلاج كما تم اعتقال العشرات من المواطنين الذين تواجدوا لأداء الصلاة.
14 يناير 1996
اعتقال عبد الوهاب حسين من منزله، بعد يوم واحد من رفضه التوقيع على التعهد.
15 يناير 1996
بدأت حملة اعتقالات واسعة بين الذين برزت أسماؤهم في فترة المبادرة كقيادات صف ثاني ومن بينهم أساتذة وعلماء دين وخطباء مساجد.
20 يناير 1996
اعتقال عضو لجنة المبادرة حسن مشيمع.
18 يناير 1996
بعد انفجار قنابل في المنطقة التجارية في المنامة، تم اعتقال الجمري مرة أخرى.
3 فبراير 1996
أصدرت لجنة العريضة بياناً سياسياً شديد اللهجة عبرت فيه عن استنكارها لعملية اعتقال أعضاء لجنة العريضة ومحاولة الحكومة وصمهم بالعمالة للدول الأجنبية. وقد تطرق البيان إلى الخلفية التاريخية لمنشأ الخلاف وقدم شرحاً تفصيلياً للوضع القائم.
8 فبراير 1996
اعتقال المحامي والشاعر السني أحمد الشملان، وتم الإفراج عنه في أبريل.
14 فبراير 1996
حاول أربعة من أعضاء لجنة العريضة (علي ربيعة وأحمد الشملان وسعيد العسبول وإبراهيم السيد كمال الدين)الاتصال بمكتب الأمير من أجل طلب الحصول على تحديد موعد لتسليم العريضة الشعبية، وكان الهدف من وراء الالتقاء بالأمير فتح باب الحوار مع القيادة السياسية من أجل التوصل إلى حل سياسي للأزمة التي عصفت بالبلاد. لكن ما أن علمت وزارة الداخلية بمحاولات الاتصال حتى اتصلت بأعضاء الوفد وهددتهم بالاعتقال إن هم اقتربوا من القصر.
15 مارس 1996
إعلان حكم الإعدام في حق عيسى قمبر. (أنظر قسم إعدام عيسى قمبر).
3 يونيو 1996
الحكومة تقول أنها كشفت مؤامرة انقلاب من مجموعة مدعومة من إيران تدعى حزب الله البحرين. سحبت البحرين سفيرها في إيران وتخفض تمثيلها إلى مستوى القائم بالأعمال.
28 سبتمبر 1996
زيادة عدد أعضاء المجلس الاستشاري من 30 إلى 40.
فبراير 1998
الشيخ خالد بن محمد بن سلمان آل خليفة يخلف البريطاني أيان هندرسون مديراً لجهاز الأمن والاستخبارات.
6 مارس 1999
وفاة الأمير الشيخ عيسى ويخلفه ابنه الأكبر الشيخ حمد.
9 مارس 1999
ابن الشيخ حمد، الشيخ سلمان يصبح ولي العهد.
يوليو 1999
الحكم بالسجن 10 سنوات على الشيخ عبد الأمير الجمري، لكنه يحصل على عفو من الأمير الجديد.
سبتمبر 2000
الأمير يعين للمرة الأولى نساء وغير مسلمين في مجلس الشورى، بينهم أربع نساء -واحدة منهم مسيحية- ورجل أعمال يهودي.
فبراير 2001
استفتاء حول الإصلاح السياسي؛ دعم البحرينيين بأغلبية ساحقة للمقترحات التي بموجبها ستصبح البحرين ملكية دستورية مع انتخاب مجلس النواب في البرلمان والقضاء المستقل.
14 فبراير 2001
البحرين تحول نفسها إلى ملكية دستورية ويسمح للمرأة في الترشيح للمنصب في مجموعة من الإصلاحات.

## نشاط العلماء المبعدين في بريطانيا
يعتبر المؤتمر الصحافي الذي عقده العلماء المبعدين (الشيخ علي سلمان والشيخ حمزة الديري والسيد حيدر الستري)في اليوم الأول لوصولهم مطار لندن هو باكورة عملهم. تبع ذلك مشاركة الشيخ علي سلمان في ندوة مجلس اللوردات ومن بعدها مباشرة إصدار البيانات السياسية التي تكفلت أحرار البحرين بتوزيعها عن طريق البريد الإلكتروني.
كما شاركوا مع غيرهم من المبعدين أمثال سيد هادي والسيد جعفر الحسابي في عمل أرشيف وثائقي في دار الحكمة التابع لحركة أحرار البحرين.
لكن النشاط الذي استرعى انتباه الرأي العام الخليجي والعربي وحتى العالمي هو البرنامج الخطابي والإعلامي الذي قام به المبعدون في زاوية الخطابة (speakers corner) بحديقة الهايد بارك في لندن. بدأ هذا النشاط في صيف العام 1996 وحرص القائمون عليه على الالتزام بالحضور كل يوم أحد لأداء العمل الخطابي والدعائي للحركة المطلبية، وقد كانت هناك مشاركة فعالة من قبل أعضاء الجبهة الإسلامية لتحرير البحرين في هذا النشاط السياسي والإعلامي. وقد سجل هذا البرنامج نجاحاً منقطع النظير في اطلاع مختلف الأجناس على الأزمة الدستورية والقضية المطلبية في البحرين، ونجح في لفت أنظار الجمهور إلى ما يحدث من انتهاكات لحقوق الإنسان. لكن هذا البرنامج الإعلامي الناجح لم تكتب له الاستمرارية ولم يستمر لأكثر من ثلاث سنوات وذلك بفعل الخلاف العميق الذي دب بين العلماء وقادة أحرار البحرين.

## إعدام عيسى قمبر
بتاريخ 25 مارس 1996، أعلنت الحكومة حكم الإعدام في حق عيسى أحمد حسن قمبر (28 عاماً)، بعد إدانته بقتل إبراهيم السعيدي العريف في وزارة الداخلية في مارس 1995. ويعتبر هذا الإعدام الأول منذ الاضطرابات والثاني منذ الاستقلال.
ويقول المحامي محمد أحمد -الذي تولى الدفاع عن قمبر- «كان فاصلاً حزيناً في تاريخ البحرين... لم يكن عيسى قمبر يستحق الإعدام ولا إبراهيم السعيدي يستحق القتل... الاثنان (القاتل، المقتول) ضحايا نظام ثبت صورة في عين المواطن يبدو فيها رجل الأمن ظالماً... الأمر الذي أدى أن يفكر في الانتقام إلى ضلامته بشكل شخصي». وينقل المحامي ما كان يقوله له موكله قمبر:«لم أكن منخرطاً بأي شكل في هذه الأعمال (أحداث التسعينات)... كنت نجاراً أخرج إلى عملي في السادسة صباحاً ولا أعود إلا عندما أطمئن أن الأحداث في قرتي (النويدرات) قد هدأت... كنت أتجنب الاعتقال لئلا ينقطع رزق عائلتي». «لم أتحمل ما كان يحصل لشباب القرية الذين كانوا يتعرضون للاعتقال والإهانة والضرب بسبب البلاغات المقدمة».

### المحاكمة
وعن تفاصيل المحاكمة، يقول أحمد: "في البداية نُظر إلى القضية أمام محكمة أمن الدولة... حين طعنا في اختصاص المحكمة، كون الجريمة لا تدخل في إطار الجرائم المنصوص عليها في الفصل الخاص بالجرائم الماسة بأمن الدولة، أصدر قاضي المحكمة وقتذاك الشيخ عبد الرحمن بن جابر حكماً بعدم اختصاص محكمة أمن الدولة في النظر إلى قضية قمبر. كان هذا أول وآخر حكم يقضي بعدم اختصاص محكمة أمن الدولة في النظر إلى قضية تقع ضمن أحداث التسعينات". يضيف: "بعد أن أحيلت القضية إلى القضاء الجنائي باشر القاضي وقتذاك الشيخ خليفة بن راشد جلسات المحاكمة في مقر خقر السواحل وليس المحاكم العادية... كان المتهمون يُجلبون وأعينهم معصوبة". وفي المحكمة يتذكر المحامي أحمد "وجهنا سؤالاً لشاهد جلبه الادعاء العاد لكي يشهد ضد قمبر وبقية المتهمين: هل تعرضت للضرب أو للتهديد لكي تدلي بهذه الشهادة؟ لكن هيئة المحكمة رفضت توجيه السؤال للشاهد. وجهنا سؤالاً آخر لشاهد من ضباط التحقيقات: هل هددتم الشاهد أو ضربتموه لكي يدلي بهذه الشهادة؟ هنا أيضاً رفضت المحكمة توجيه السؤال". وكان رد ما الذي بقي لدينا إذن؟ ذلك هو أهم مابحوزتنا لكي ندافع به عن موكلينا" كما يروي محمد أحمد.
وبالنسبة لفعل القتل، يقول: «نعم... عيسى قمبر هو من قام بفعل القتل، هو لم ينكر ذلك... قال ذلك لي بعد أن اطمأن أنني عينت للدفاع عنه من طرف أهله لا من الحكومة». وحسبما يفيد أحمد «رأيته في القلعة فبل نحو أسبوع من إعدامه، كان مكبلاً بالسلاسل من يديه ورجليه، لن أكن أنا ولا هو نعلم متى سيتفذ حكم الإعدام، لم يكن جزعاً».

## القتلى
| الاسم                        | العمر     | المنطقة       | تاريخ الوفاة   | سبب الوفاة |
| ---------------------------- | --------- | ------------- | -------------- | --- |
| هاني عباس خميس               | 24        | السنابس       | 17 ديسمبر 1994 | رصاص |
| هاني أحمد الوسطي             | 22        | جد حفص        | 17 ديسمبر 1994 | رصاص |
| الحاج ميرزا علي عبد الرضا    | 70        | القدم         | 20 ديسمبر 1994 | تعرض للضرب حتى الموت على أيدي قوات الأمن |
| عبد القادر الفتلاوي          | 19        | الدراز        | 12 يناير 1995  | رصاص |
| محمد رضا منصور               | 34        | بني جمرة      | 25 يناير 1995  | رصاص |
| حسين علي الصافي              | 26        | سترة          | 26 يناير 1995  | رصاص |
| عقيل سلمان الصفار            | سنة واحدة | البلاد القديم | 8 فبراير 1995  | استنشاق الغاز المسيل للدموع لفترة طويلة |
| حسين معتوق                   | 12        | الديه         | 8 مارس 1995    | توفي بعد أن كانت طائة هليكوبتر على ارتفاع منخفض فوق المنزل، وهو كان على سطح المنزل |
| حميد عبد الله قاسم           | 17        | الدراز        | 26 مارس 1995   | رصاص |
| محمد علي عبد الرزاق          | 48        | بني جمرة      | 1 أبريل 1995   | رصاص |
| محمد يوسف عطية               | 28        | بني جمرة      | 1 أبريل 1995   | رصاص |
| حسين عبد الله العشيري        | 17        | الدير         | 19 أبريل 1995  | رصاص |
| نضال حبيب النشابة            | 18        | الدراز        | 4 مايو 1995    | رصاص |
| سعيد الإسكافي                | 16        | السنابس       | 8 يوليو 1995   | مات تحت التعذيب |
| محمد شهاب الفردان            | 10        | كرزكان        | 25 مايو 1995   | توفي بعد انفجار خلال اشتباكات |
| حسن جاسم الحساوي             | 70        | النعيم        | 7 يناير 1996   | استنشاق الغاز المسيل للدموع لفترة طويلة |
| محمد حسن طاهر                | 22        | جدحفص         | 6 مارس 1996    | توفي في ظروف غامضة |
| عيسى حسن قمبر                | 29        | النويدرات     | 26 مارس 1996   | أعدم |
| فاضل عباس مرهون              | 25        | كرزكان        | 6 مايو 1996    | رمياً بالرصاص من قبل وحدة عسكرية خاصة |
| سلمان التيتون                | 28        | السنابس       | 7 مايو 1996    | تفجير قوات عسكرية خاصة لمنزلهم |
| علي سلمان التيتون            | 3         | السنابس       | 7 مايو 1996    | تفجير قوات عسكرية خاصة لمنزلهم |
| فضيلة المتغوي (زوجة سلمان)   | 23        | السنابس       | 7 مايو 1996    | تفجير قوات عسكرية خاصة لمنزلهم |
| عبد الأمير حسن رستم          | 36        | السنابس       | 12 مايو 1996   | تعرض للضرب حتى الموت خلال الاشتباكات |
| محمود عبد اللطيف حسين        | 12        | السنابس       | 11 يونيو 1996  | عُذِب حتى الموت |
| علي طاهر                     | 17        | سترة          | 2 يوليو 1996   | رصاص |
| زهراء إبراهيم كاظم           | 54        | بني جمرة      | 23 يوليو 1996  | تعرضت للضرب حتى الموت على أيدي قوات الأمن |
| سيد علي أمين محمد            | 19        | كرباباد       | 17 أغسطس 1996  | عُذِب حتى الموت |
| بشير عبد الله أحمد فضل       | 27        | الديه         | 20 مايو 1997   | تعرض للضرب حتى الموت خلال هجوم شنته قوات الامن |
| عبد الزهراء إبراهيم عبد الله | 27        | السنابس       | 6 يونيو 1997   | تعرض للضرب على أيدي قوات الأمن التي هاجمت سكان السنابس يوم 1 يونيو. |
| الشيخ علي نكاس (رجل أعمى)    | 50 تقريباً | البلاد القديم | 29 يونيو 1997  | خلال فترة الصباح، المُعذب المعروف عادل فليفل استدعى شخصين وأخبرهم أن الشيخ نكاس قد مات. الشيخ نكاس كان معتقل منذ يناير 1996 وحكم عليه بالسجن سنة واحدة لإلقاء حطب سياسية في المساجد. أطلق سراحة في فبراير 1997 وأعيد اعتقالة بعد فترة قصيرة بتهمة إقاء خطب مماثلة في المسجد. تعرض لسوء المعاملة لمدة 2-3 أشهر خلال الاعتقال وتقارير تفيد تدهور حالته الصحية بسبب سوء المعاملة. قبل إسبوعين من وفاته فتش منزله من قبل قوات الأمن وضربة زوجته عدة مرات في غرفة نومها. |
| عبد العلي جاسم عيسى يوسف     | 45        | النعيم        | 8 أغسطس 1997   | توفي في مستشفى السلمانية نتيجة لتدهور حالته الصحية في السجن. تم اعتقاله قبل سنة. أصيب بمرض التهاب الكبد ومنعته سلطات السجن من تلقي العناية الطبية المناسبة. في منتصف شهر يونيو، في مرحلة متأخرة، تم نقله للمستشفى العسكري ثم مستشفى السلمانية وتوفي في 8 أغسطس. |
| ياسر إبراهيم علي سديف        | 22        | وديان، سترة   | 22 سبتمبر 1997 | أعتقل ياسر في أوائل عام 1995 وعانى من أشكال التعذيب. |
| نوح خليل عبد الله النوح      | 22        | -             | 21 يوليو 1998  | أعتقل في هجوم على منزل والديه في حي النعيم (المنامة) في 18 يوليو، بعد أيام قليلة، اتصلت وزارة الداخلية لعائلته وقالت لهم أن يأخذو جثة ابنهم من المشرحة. |
| محمد الصياح                  | 28        | وديان، سترة   | 30 سبتمبر 1998 | لأكثر من ثلاث سنوات، كان الصياح في المستشفى يعاني من آلام متزايدة تدريجياً التي انتهت بوفاته في مستشفى السلمانية. أعتقل الصياح في 5 أبريل 1995، وعانى من التعذيب الشديد حتى 12 يوليو 1995. نعرض للصعق الكهربائي والضرب في أماكن حساسة من جسمة. وقد جرد من ملابسه وأجبر على الجلوس على زجاجة مما سبب له معاناة هائلة بعد الإفراج عنه. وبعد أشهر، أصيب بمرض السرطان والآلام استمرت حتى وفاته.                                                                         |
| الحاج علي كريم               | 60        | السنابس       | 12 فبراير 1999 | توفي في مستشفى السلمانية نتيجة للإصابات التي تعرض لها عندما هاجمت قوات الأمن مسيرة سلمية لإحياء ذكرى الشهيد عيسى قمبر في مارس 1996. |

المصدر: